# سینما پردیس قلهک
سینما پردیس قلهک یک سینما در تهران است.
این سینما که جزئی از یک مجتمع تجاری، فرهنگی، ورزشی است در دی ماه ۱۳۹۰ تأسیس شده دارای یک سالن با ظرفیت ۲۷۱ نفر می‌باشد، پردیس قلهک در خیابان شریعتی، خیابان یخچال تهران قرار دارد.